# ادن (مینه‌سوتا)
ادن (به انگلیسی: Eden) یک منطقهٔ مسکونی در ایالات متحده آمریکا است که در مینه‌سوتا واقع شده‌است. ادن ۳۷۱٫۸۶ متر بالاتر از سطح دریا قرار دارد.